# Maurice Raes
Pour les articles homonymes, voir Raes.
Maurice Raes est un coureur cycliste belge, né le 17 janvier 1907 à Heusden (Flandre-Orientale) et mort le 23 février 1992 à Gentbrugge. Il fut professionnel de 1927 à 1939.

## Palmarès
- 1927
  - Liège-Bastogne-Liège
  - 2e du championnat de Belgique sur route indépendants
- 1928
  - 2e de Liège-Bastogne-Liège
- 1929
  - Championnat des Flandres
  - 3e de Liège-Bastogne-Liège
- 1930
  - 3e de Bruxelles-Ostende
- 1932
  - 2e du Grand Prix du 1er mai
- 1933
  - Grand Prix du 1er mai
- 1934
  - 2e du Grote Prijs Dr. Eugeen Roggeman
- 1936
  - Circuit de Flandre centrale
- 1937
  - Grote Prijs Dr. Eugeen Roggeman
  - 2e du championnat de Belgique sur route
- 1938
  - 2e du Circuit du Port de Dunkerque
  - 3e de Paris-Valenciennes
  - 3e du Grand Prix du 1er mai
- 1939
  - Paris-Valenciennes